# Димитър Воденичаров (биолог)
Вижте пояснителната страница за други личности с името Димитър Воденичаров.
Димитър Георгиев Воденичаров е български ботаник и политик, министър на околната среда през 1990-1991 година.

## Биография
Димитър Воденичаров е роден на 18 март 1929 г. в Чирпан. През 1952 г. завършва биология в Софийския държавен университет, където след това става асистент в катедра „Систематика на растенията и растителна география“.
През 1962 г. става доцент в новосъздадения Висш педагогически институт в Пловдив, днес Пловдивски университет „Паисий Хилендарски“, където става професор и оглавява катедрата по ботаника. В периода 1990-1991 г. е министър на околната среда в правителството на Димитър Попов.

## Публикации
- „Растителността на нашите водни басейни“ (1956)
- „Растения хищници“ (1957)
- „Забавна ботаника“ (1960)
- „Екскурзия по ботаника“ (1970)
- „Размножаване на растенията“ (1970)
- „Ботаника“ (1975)